# Royal Opera House
Royal Opera House é uma casa de ópera e principal casa de espetáculos no distrito de Covent Garden, em Londres, uma das mais importantes do mundo. O edifício maior, comumente chamado apenas de Covent Garden, é a sede da Royal Opera, do Royal Ballet e da orquestra da ópera Real.
O edifício atual é o terceiro teatro erguido no local. A fachada, o foyer e o auditório datam de 1858, mas quase todos os outros elementos do atual complexo datam de uma extensa reconstrução efetuada nos anos 90 do século XX e também por uma segunda reforma na Década de 2010. O Royal Opera House comporta 2 268 pessoas e possui quatro fileiras de boxes e balcões, e a galeria do anfiteatro. O proscênio possui 12,20 m de largura e 14,80 m de altura.
O auditório principal é considerado grau 1 no listed building.

## Histórico

### As patentes de Davenant

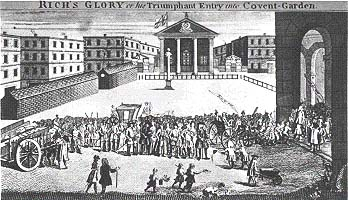
"Rich's Glory": John Rich assume (em aparente invasão) seu novo Covent Garden Theatre, no século XVIII.

A fundação do Theatre Royal, Covent Garden remonta às chamadas cartas-patente lançadas por Carlos II ao Sir William Davenant em 1660, autorizando a Davenant como uma das duas companhias que eram autorizadas a apresentar-se em Londres (a Duke's Company), com a patente teatral. A carta patente permaneceu na posse da Opera House até depois da I Guerra Mundial, quando o documento foi vendido para uma biblioteca universitária estadunidense.

Imagem do primeiro teatro, feito pouco antes do incêndio que o destruiu completamente, em 1808.

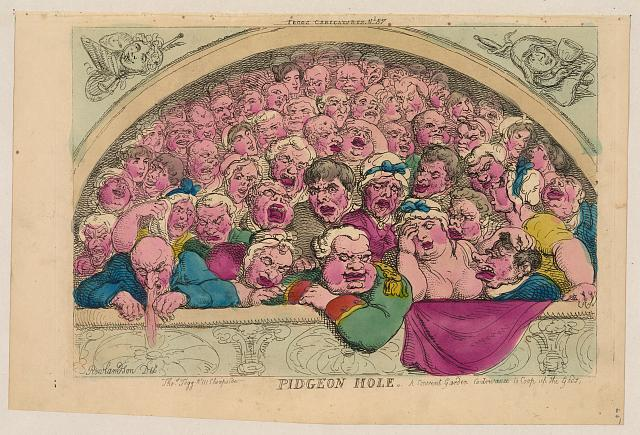
Desenho satírico de 1811 dos chamados Buracos de Pombo, que ladeavam as galerias superiores do Covent Garden

A fundação do Teatro Real, Covent Garden mentiras na patente de cartas premiada por Charles II a Senhor William Davenant em 1660, permitindo Davenant para operar um de só duas companhias de teatro de patente (a Companhia de O Duque) em Londres. A patente de cartas permaneceu na posse da Casa de Ópera até logo após o Primeira Guerra Mundial, quando o documento foi vendido para uma biblioteca universitária americana.

### O primeiro teatro
Em 1728, John Rich, ator e produtor da Duke's Company da Lincoln's Inn Fields Theatre, comissionou a The Beggar's Opera, de John Gay. O sucesso dessa empreitada lhe garantiu o capital necessário para a construção do Theatre Royal (projetado por Edward Shepherd) no local do antigo jardim do convento (covent garden), parte de onde, nos anos de 1630, Inigo Jones erguera uma praça e igreja. Além disso, uma Escritura Real (Royal Charter) havia ali estabelecido um mercado de frutas e vegetais, mercado este que sobreviveu até 1974. Sua inauguração deu-se a 7 de dezembro de 1732, quando Rich foi carregado por seus atores em cortejo triunfal até o interior, onde foi apresentada a produção The Way of the World, de William Congreve.
Durante os primeiros cem anos ou durante sua história, o teatro foi principalmente uma casa de espetáculos, com a carta-patente garantida por Carlos II tinha assegurado o selo de privilégio real para apresentação exclusiva em Londres de dramas. Apesar do frequente intercâmbio entre o Covent Garden e a Drury Lane Comp., que tinham intensa competição, era frequente a apresentação das mesmas peças. Rich introduziu a pantomima no seu repertório, ele próprio representando (sob o pseudônimo de John Lun, como Arlequim) e a sazonal pantomima transformou-se numa tradição, que continuou no moderno teatro até 1939.
Em 1734 o Covent Garden apresentou seu primeiro balé, Pigmalião. Marie Sallé rompeu com as convenções, despindo-se de seu colete, e dançou em roupas diáfanas. George Frideric Handel foi nomeado diretor musical da companhia, na Lincoln's Inn Fields, em 1719, mas sua primeira estação de ópera, no Covent Garden, não foi apresentada antes de 1735. Sua primeira ópera foi Il pastor fido, seguida por Ariodante (1735), estreando Alcina, e Atalanta no ano seguinte. Foi feita uma apresentação real do Messiah  em 1743, cujo sucesso iniciou a tradição de sua apresentação durante a Quaresma. De 1735 até sua morte em 1759 Handel fez apresentações regulares ali, e muitas de suas óperas e oratórios foram escritos para o Covent Garden, ou tiveram ali suas estreias londrinas. Ele doou seu órgão a John Rich, e este foi colocado em posição de destaque no estágio, mas foi um dentre muitos itens valiosos que se perderam com a destruição do teatro, num incêndio, em 1808.

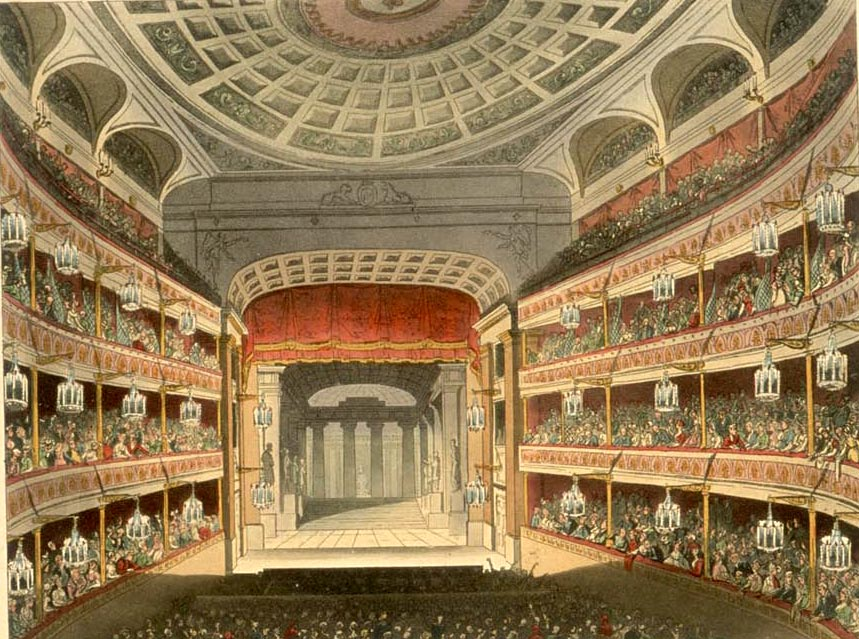
O auditório do segundo teatro, pouco depois de reaberto.

Em 1775, Richard Brinsley Sheridan estreou no Covent Garden sua peça The Duenna.

### O segundo teatro
Reconstruído a partir de dezembro de 1808, o segundo Teatro Real de Covent Garden (desenhado pelo arquiteto Robert Smirke), abriu em 18 de setembro de 1809 com a performance de Macbeth, seguido por uma atração musical chamada The Quaker. O ator e diretor John Philip Kemble, elevando o preço dos ingressos para recuperar o valor investido na restauração, tornou-se bastante impopular e gerou manifestações contrárias que incluíam as batidas das bengalas, assovios, gritos e danças durante as apresentações. Foram as chamadas Revoltas dos Preços Velhos (Old Price Riots), que duraram cerca de dois meses, até que a administração viu-se forçada a ceder às reivindicações da audiência.
Durante esse tempo os entretenimentos apresentados eram variados; foram encenados balés e óperas, mas não exclusivamente. Kemble realizou uma gama de apresentações, incluindo uma criança performista - Master Betty; o famoso palhaço Joseph Grimaldi ali apresentou-se. Muitos atores famosos da época atuaram no Covent Garden, inclusive a trágica Sarah Siddons, os especialistas na obra Shakespeareana William Charles Macready, Edmund Kean e seu filho Charles. Em 25 de março de 1833, Edmond Kean teve um colapso no palco, durante apresentação de Othello, vindo a morrer dois meses depois.

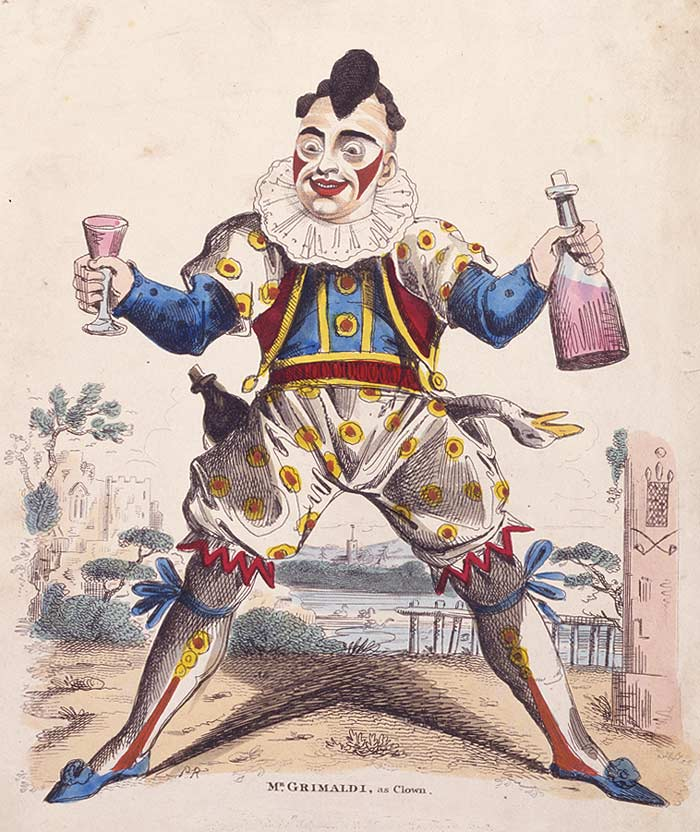
Joseph Grimaldi, como palhaço (cartaz contemporâneo).

Na pantomima de 1806 o palhaço Joseph Grimaldi apresentou seu maior sucesso (Mamãe Ganso, então denominada Arlequim e Mamãe Ganso - ou o Ovo de Ouro) no Covent Garden, e ela foi reencenada no novo teatro. Grimaldi foi um inovador: seu palhaço Joey foi uma personagem construída na imagem de Arlequim então vigente, derivada da Commedia dell'arte. Seu pai havia sido um mestre-bailarino da Drury Lane, e sua comédia física, sua habilidade para a realização de truques visuais e bufonaria, somavam-se a sua grande habilidade em zombar com a plateia.
As primeiras pantomimas eram constituídas por mímicas acompanhadas por música, mas com a popularidade do Music Hall, Grimaldi introduziu uma "dama da pantomima" no teatro, que era responsável por iniciar a tradição de cantar para a plateia. Numa apresentação de dança e palhaçada em 1821, Grimaldi ficou fisicamente abalado, podendo apenas caminhar, sendo forçado a aposentar-se do teatro. Em 1828, estando sem recursos, o Covent Garden realizou um concerto beneficente para auxiliá-lo.
Em 1817 lampiões a gás substituíram as velas anteriores, e lâmpadas a óleo iluminaram o palco do Covent Garden. Isso foi uma melhoria, mas em 1837 Macready utilizou pela primeira vez um sistema inovador de holofotes durante a apresentação duma pantomima: isso permitiu realçar os atores, no palco.
O Theatres Act de 1843 rompeu o monopólio das patentes teatrais para apresentações dramáticas. A este tempo o Teatro de Sua Majestade no Haymarket era o principal centro de balé e ópera, mas uma disputa entre a diretoria e o maestro Michael Costa, em 1846, o fez transferir-se para o Covent Garden, levando consigo a maioria dos membros de sua companhia. O auditório foi completamente remodelado e o teatro reabriu com a apresentação da Real Ópera Italiana, em 6 de abril de 1847, com apresentação de Semíramis, de Rossini.
Em 1852, Louis Antoine Jullien, excêntrico compositor e maestro francês, apresentou uma ópera de sua composição, Pietro il Grande. Os cinco atos procuravam ser espetaculares, incluindo a apresentação de cavalos vivos em cena e uma música muito alta. Os críticos consideraram aquilo um fracasso completo e Julien viu-se arruinado, fugindo para a América.

### O terceiro teatro
Em 5 de março de 1856, o teatro voltou a ser destruído pelo fogo. O trabalho para o terceiro teatro, com desenho de Edward Middleton Barry, começou em 1857 e o novo edifício, que mantém o núcleo do atual, reabriu em 15 de maio de 1858 com a apresentação da obra de Meyerbeer, Les Huguenots.
A companhia Royal English Opera, sob direção de Louisa Pyne e William Harrison, fez sua última apresentação no Theatre Royal, Drury Lane, em 11 de dezembro de 1858 e fixou residência no Royal Opera House no dia 20 deste mês, com a apresentação de Satanella, de Michael Balfe, e continuou no teatro até 1864.
O teatro passou a chamar-se Royal Opera House (ROH) em 1892, e o número de trabalhos franceses e alemães de seu repertório aumentou. As estações de inverno e verão de ópera foram estabelecidas, sendo o edifício também usado para pantomimas, recitais e reuniões políticas.
Durante a I Guerra Mundial o teatro foi requisitado pelo Ministério do Trabalho para depósito de equipamentos.
De 1934 a 1936 Geoffrey Toye foi seu Diretor Administrativo, trabalhando ao lado do Diretor artístico, Sir Thomas Beecham. Apesar de iniciar com sucesso, veio Toye a renunciar e Beecham também saiu.
Durante a II Guerra Mundial o ROH tornou-se um salão de dança. Houve a possibilidade que permanecesse assim, após o conflito mas, após longas negociações, a empresa musical Boosey & Hawkes arrendaram o edifício. David Webster foi designado Administrador Geral, e o Sadler's Wells Ballet foi convidado a se tornar a companhia residente. Foi criada a Covent Garden Opera Trust com o plano de "estabelecer o Covent Garden como o centro nacional de ópera e balé, empregando artistas britânicos em todos os departamentos, onde isso for consentâneo com a manutenção dos melhores padrões possíveis...".
O Royal Opera House reabriu em 20 de fevereiro de 1946 com a apresentação de A Bela Adormecida numa nova e extravagante produção idealizada por Oliver Messel. Webster, com seu diretor musical Karl Rankl]], imediatamente começou a montar uma companhia residente. Em dezembro de 1946 dividiram sua primeira produção: The Fairy-Queen, de Henry Purcell, com a companhia de balé. Em 14 de janeiro de 1947 a Covent Garden Opera Company fez sua estreia com Carmen de Bizet.

### Reconstrução na década de 1990
Muitas renovações fora feitas em partes da casa nos anos sessenta do século XX, incluindo melhorias no anfiteatro e uma extensão em sua parte de fundos, mas o teatro precisava de uma ampla reforma. Em 1975 o governo doou um terreno adjacente para Royal Opera House para que fosse modernizada, renovada e ampliada. Até 1995 foram levantados fundos suficientes que permitiram à Carillion - empresa pública de construção - arcar com as despesas de construção, que teve lugar entre 1996 e 2000, sob comando de Sir Angus Stirling. Para tanto foi necessária a demolição de quase todo o local, incluindo edifícios adjacentes, para abrir espaço à ampliação do complexo. O próprio auditório permaneceu original, mas representa apenas a metade de todo o novo complexo.
A equipe de projetistas foi liderada por Jeremy Dixon e Ed Jones, arquitetos da Dixon Jones BDP. Os projetistas da acústica foram Rob Harris e Jeremy Newton, da Arup Acoustics.
O novo prédio tem o tradicional auditório em formato de ferradura como antes, mas com grandes melhorias técnicas, com espaço para ensaios, escritórios e instalações educacionais, um novo teatro-estúdio chamado Linbury Theatre, e muito mais espaços públicos. A inclusão do velho Floral Hall, que pertencia ao Mercado de Covent Garden mas que estava em abandono por muitos anos, criou um novo espaço público bastante amplo, como parte da casa de ópera.
Informações, projetadas sobre uma tela no proscênio, é usada em todas as apresentações de ópera. Um sistema de libretos eletrônicos é provido em pequenas telas de vídeo disponíveis em alguns assentos, e monitores e telas adicionais são dispostas em outras partes da casa, assinalando as inovações tecnológicas.

## Leituras adicionais
- Allen, Mary, A House Divided, Simon & Schuster, 1998
- Beauvert, Thierry, Opera Houses of the World, The Vendome Press, New York, 1995.
- Donaldson, Frances, The Royal Opera House in the Twentieth Century, Weidenfeld & Nicolson, London, 1988.
- Earl, John and Sell, Michael Guide to British Theatres 1750-1950, pp. 136–8 (Theatres Trust, 2000) ISBN 0-7136-5688-3
- Haltrecht, Montague,The Quiet Showman: Sir David Webster and the Royal Opera House, Collins, London, 1975.
- Lebrecht, Norman, Covent Garden: The Untold Story: Dispatches from the English Culture War, 1945-2000, Northeastern University Press, 2001.
- Lord Drogheda, et al., The Covent Garden Album, Routledge & Kegan Paul, London, 1981
- Moss, Kate, The House: Inside the Royal Opera House Covent Garden, BBC Books, London, 1995.
- Rosenthal, Harold, Opera at Covent Garden, A Short History, Victor Gollancz, London, 1967.
- Tooley, John, In House: Covent Garden, Fifty Years of Opera and Ballet, Faber and Faber, London, 1999.
- Thubron, Colin (text) and Boursnell, Clive (photos), The Royal Opera House Covent Garden, Hamish Hamilton, London, 1982.